# Paul Korir
Paul Korir (Kenia, 15 de julio de 1977) es un atleta keniano especializado en la prueba de 1500 m, en la que consiguió ser campeón mundial en pista cubierta en 2004.

## Carrera deportiva
En el Campeonato Mundial de Atletismo en Pista Cubierta de 2004 ganó la medalla de oro en los 1500 metros, llegando a meta en un tiempo de 3:52.31 segundos, por delante del ucraniano Ivan Heshko y de su paisano keniano Laban Rotich (bronce).